# Жаркоп
Жаркоп — це печеня з яловичини на баранячому жирі з картоплею узбецької кухні.

## Приготування
Для приготування досить популярної страви знадобиться шматок м'якоті яловичини або телятини, а також обов'язково баранячий жир. Для приготування потрібно підготувати 4–5 картоплин, одна велика цибулина, одна морква та кілька зубчиків часнику.
Яловичину потрібно нарізати на невеликі шматочки. Це м'ясо доцільно замаринувати у приправі «Кінг-масалу» з Індії. Можна посипати м'ясо приправою для яловичини, додати сіль і ретельно перемішати. Потім слід залишити м'ясо в такому вигляді приблизно на пів години. Далі для приготування слід нагріти на середньому вогні глибоку сковорідку. Баранячий жир нарізають на дрібні шматочки і поміщають для обсмажування. Виходять апетитні шкварки, які можна прибрати зі сковорідки. А можна й залишити, щоб було смачніше. Потім на сковорідку додається яловичина і перемішується з наявним вмістом. Яловичина обсмажується із двох сторін, протягом 5–6 хвилин. За цей час промивається й чиститься морква та цибулина. Саму цибулю слід порізати на четвертинки кілець, морква ріжеться великими шматками. Зроблена овочева нарізку обсмажується разом із яловичиною. Слід не пересмажити моркву та цибулю. В цей час промивається та чиститься картопля. Її прийнято нарізати кубиками розміром приблизно 2х2 сантиметри. Ця картопля також додається в жаркоп. Доцільно налити в сковорідку трохи води і тушити страву на маленькому вогні до готовності картоплі.
Цю страву готують зі справжніми узбецькими спілими томатами. Взимку через їх відсутність краще додати в сковорідку 3 столові ложки кетчупу-лечо. Поки тушкується картопля з м'ясом, слід обов'язково додати середньоазійські компоненти: пучок кінзи чи іншої зелені та дрібно нарізати її. Також слід покришити часник і гострий перець чилі. Всю цю нарізку слід додати в сковорідку за 4–5 хвилин до закінчення приготування страви.
Страву прийнято подавати в глибоких тарілках, прикрасивши її гілочками петрушки. Завдяки гострим компонентам жаркоп досить корисний у вогку зимову погоду.

## Складові
- Яловичина — 400 грам
- Жир баранячий — 100 грам
- Картопля — 6 штук
- Морква — 1 штука
- Цибуля ріпчаста — 1 штука
- Часник — 3 зубчики
- Кінза — 1 пучок
- Гарам Масала — на кінчику ножа
- Кетчуп — 3 столові ложки
- Червоний свіжий перець — 5 грам
- Лавровий лист — 2 штуки
- Вода — 1 склянка
- Сіль — за смаком